# Écaussinnes-d’Enghien
Écaussinnes-d’Enghien (wa. El Grand Scåssene) – dzielnica (section) gminy Écaussinnes w Belgii, w Regionie Walońskim, w prowincji Hainaut, w okręgu Soignies. 1 stycznia 2020 roku liczyła 7637 mieszkańców. Do 31 grudnia 1976 r. samodzielna gmina.

## Demografia
Liczba mieszkańców, stan na 1 stycznia:
| Rok                | 1930 | 1947 | 1961 | 2020 |
| ------------------ | ---- | ---- | ---- | ---- |
| Liczba mieszkańców | 7302 | 6896 | 6619 | 7637 |